# Collingwood (Australien)
Collingwood ist ein Stadtteil der australischen Stadt Melbourne, der sich etwa 3 km nordöstlich der Innenstadt befindet. Er ist einer von Melbournes ältesten Stadtteilen mit vielen Gebäuden aus dem 19. Jahrhundert.
Collingwood wurde 1855 als selbständige Gemeinde anerkannt. Während des Victorianischen Goldrauschs wuchs die Bevölkerung stark an und es wurden viele Häuser gebaut sowie Schulen und Geschäfte eröffnet. 1876 erhielt Collingwood die Stadtrechte.
Heute konzentrieren sich die meisten Geschäfte und Einkaufsmöglichkeiten um die Smith Street.

## Persönlichkeiten
- John Trumble (1863–1944), Cricketspieler